# Arc blanc
Pour les articles homonymes, voir Arc-en-ciel (homonymie).

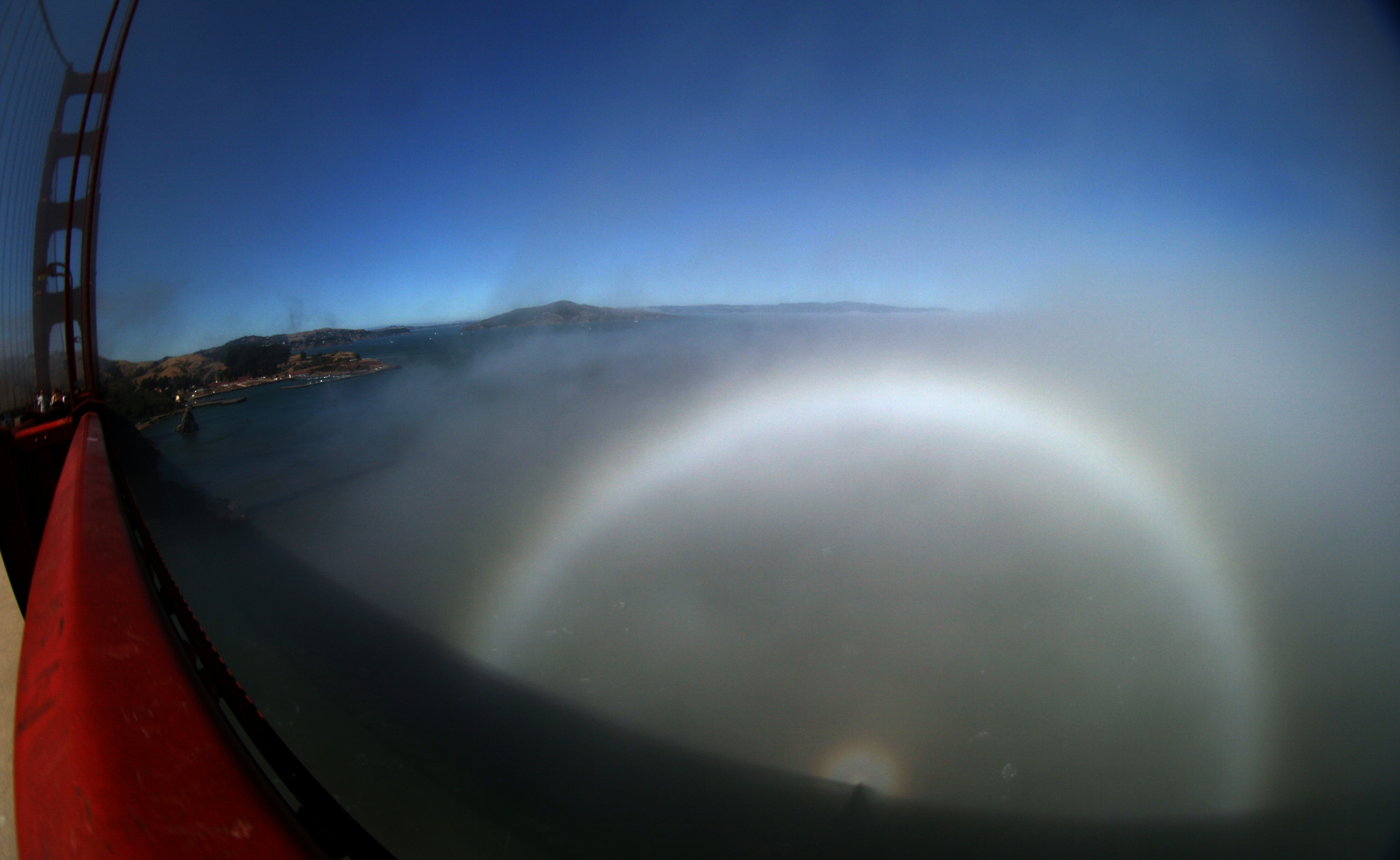
Un arc blanc, une anthélie et spectre de Brocken observés sur le Golden Gate Bridge de San Francisco.

Un arc blanc, ou arc-en-ciel blanc, est un phénomène lumineux météorologique dû à la réfraction et à la réflexion et, dans une moindre mesure, à la diffraction de la lumière solaire ou lunaire, par de très petites gouttelettes d'eau contenues dans la brume ou le brouillard. Il consiste en une bande blanche, généralement bordée d'une fine frange rouge à l'extérieur et d'une fine frange bleue à l'intérieur. Il est connu en anglais comme fog bow.

## Description

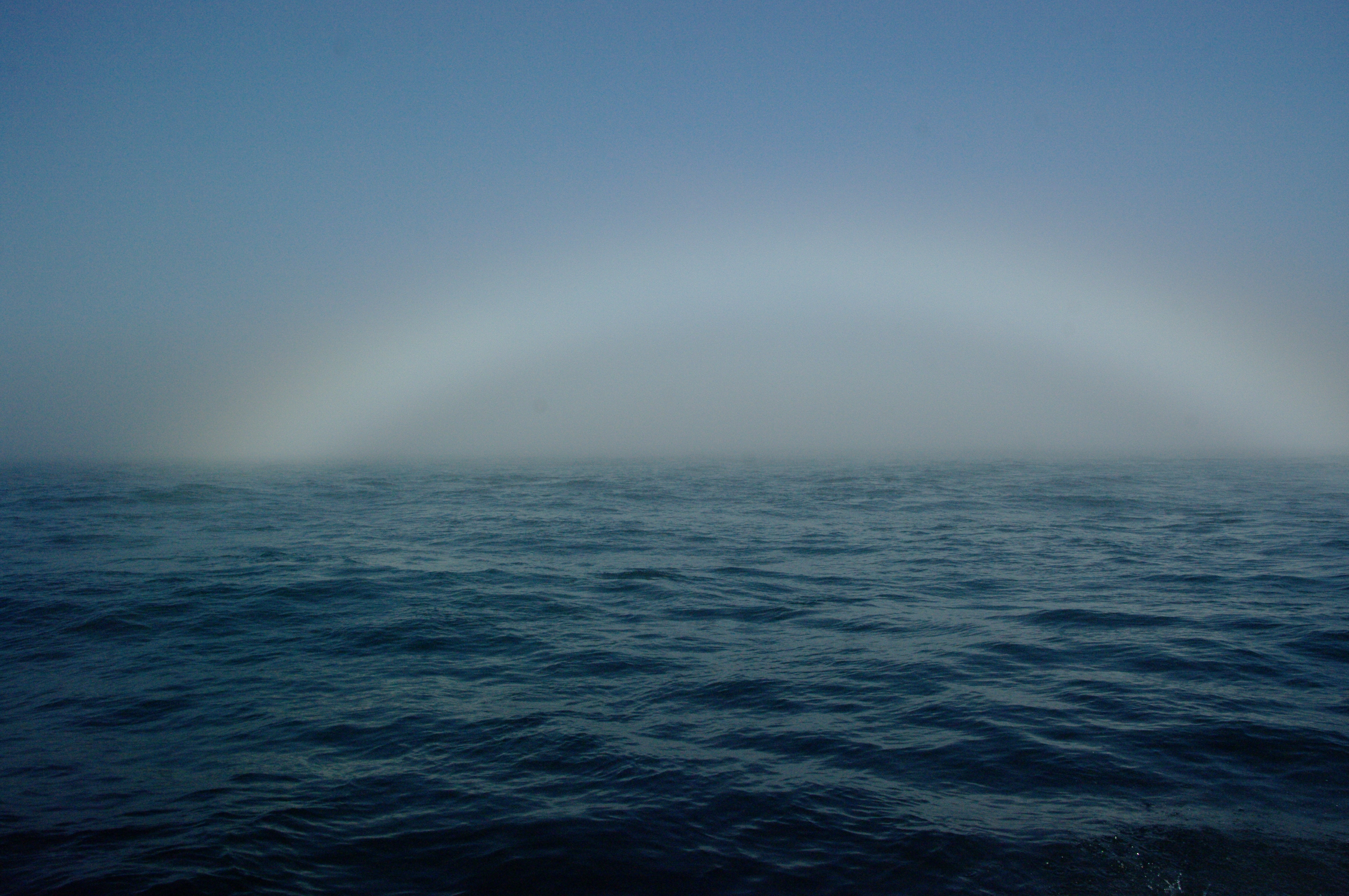
Arc blanc dans la chaussée de Sein, au sortir d'un banc de brume.

Sur les collines, les montagnes et les brumes froides de la mer il est possible de voir cet arc blanc. Ce phénomène lumineux s'observe de la même façon que le spectre de Brocken ou une gloire et il est même possible de voir tous ces phénomènes en même temps. L'arc se forme de la même façon qu'un arc-en-ciel classique. La source de lumière derrière l'observateur éclaire la brume ou le brouillard et la lumière effectue une réfraction en passant de l'air dans les gouttes, suivi d'une diffraction partielle, puis une réflexion interne et une nouvelle réfraction en sortant des gouttes avant d'atteindre l'observateur. La lumière est très peu décomposée en différentes couleurs parce que les gouttelettes sont très petites, moins de 0,05 mm de diamètre, ce qui donne l'aspect blanc.
Un arc blanc est presque aussi grand qu'un arc-en-ciel et beaucoup plus large. Le soleil ne doit pas être à plus de 30-40° de hauteur sur l'horizon à moins que son visionneur ne soit sur une colline et donc que la brume et l'arc puissent être vus d'en haut. Si la brume est à une distance de plus 50 m, il est possible de le voir de façon plus prolongée. Les arcs blancs se forment à environ 145° est ou ouest du soleil.
Il peut aussi apparaître alors qu'aucune brume n'est visible, alors que celle-ci se trouve à distance dans le ciel.

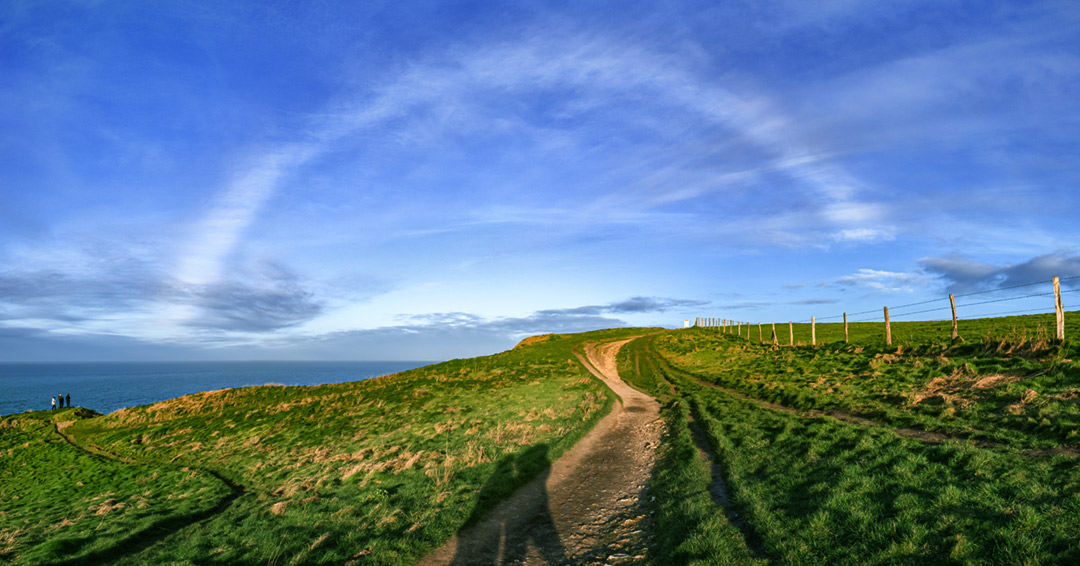
Arc en ciel blanc dans le ciel. Aucune brume ni brouillard n'était visible depuis le lieu de la prise de vue.